# Matrix-Riccati-Gleichung
Als Matrix-Riccati-Gleichungen oder algebraische Riccati-Gleichungen wird ein Typ von nichtlinearen Gleichungen für Matrizen bezeichnet, die sich, grob gesagt, bei Dimension 1 auf eine algebraische, quadratische Gleichung zurückführen lassen. Daher kommt auch die Bezeichnung des Problems in Anlehnung an die entsprechende Riccati-Differentialgleichung. Bei allgemeinen Dimensionen {\displaystyle m,n\in \mathbb {N} } ist in einer recht allgemeinen Form der Matrix-Riccati-Gleichung eine Matrix {\displaystyle X\in \mathbb {R} ^{m\times n}} gesucht, welche die Gleichung
{\displaystyle XBX+XA-DX-C=0\in \mathbb {R} ^{m\times n}}
erfüllt. Die anderen, vorgegebenen Matrizen haben die dazu passenden Dimensionen {\displaystyle C,B^{T}\in \mathbb {R} ^{m\times n}}, {\displaystyle A\in \mathbb {R} ^{n\times n}}, {\displaystyle D\in \mathbb {R} ^{m\times m}}. Ein Spezialfall dieser Gleichung ist {\displaystyle X^{2}=C}, welche als Lösungen die Quadratwurzel einer Matrix {\displaystyle X=C^{1/2}} hat, wenn solche existieren.

## Bedeutung der Riccati-Gleichung
Außer bei der Quadratwurzel treten Matrix-Riccati-Gleichungen bei weiteren wichtigen Problemen auf.

### Eigenwertproblem, invariante Unterräume
Soll die {\displaystyle (m+n)\times (m+1)}-Blockmatrix
{\displaystyle M:={\begin{pmatrix}A&B\\C&D\end{pmatrix}}{\mbox{ mit }}{\begin{pmatrix}I_{n}&0\\X&I_{m}\end{pmatrix}}}
auf obere Block-Dreieckform transformiert werden, bekommt man
{\displaystyle {\begin{pmatrix}I_{n}&0\\-X&I_{m}\end{pmatrix}}{\begin{pmatrix}A&B\\C&D\end{pmatrix}}{\begin{pmatrix}I_{n}&0\\X&I_{m}\end{pmatrix}}={\begin{pmatrix}A+BX&B\\0&D-XB\end{pmatrix}}=:{\hat {M}},}
wenn {\displaystyle X} Lösung der obigen Riccati-Gleichung ist, dann verschwindet der linke untere Block {\displaystyle C+DX-XA-XBX=0} in der transformierten Matrix. Bei den beiden Einheitsmatrizen ist die Dimension als Index vermerkt, {\displaystyle I_{k}\in \mathbb {R} ^{k\times k}}. Die Multiplikation der 3 Matrizen stellt tatsächlich eine Ähnlichkeitstransformation dar, da der linke und der rechte Faktor zueinander invers sind. Daher ergeben sich die Eigenwerte der Gesamtmatrix {\displaystyle M} aus der Vereinigung der Eigenwerte der beiden Hauptdiagonalblöcke {\displaystyle A+BX} und {\displaystyle D-XB} vom {\displaystyle {\hat {M}}}. Darüber hinaus bilden die ersten {\displaystyle n} Spalten {\displaystyle {\begin{pmatrix}I_{n}\\X\end{pmatrix}}} der Transformationsmatrix eine Basis für den zu {\displaystyle A+BX} gehörigen invarianten Unterraum (Summe von Eigenräumen) von {\displaystyle M}, aus dem sich bei Bedarf die Eigenvektoren bestimmen lassen. Es gilt also
{\displaystyle {\begin{pmatrix}A&B\\C&D\end{pmatrix}}{\begin{pmatrix}I_{n}\\X\end{pmatrix}}={\begin{pmatrix}I_{n}\\X\end{pmatrix}}(A+BX).}
Anwendung findet diese Eigenschaft z. B. bei der Nachbesserung von Eigenvektor-Basen: wenn {\displaystyle M} durch Störungen aus einer Block-Dreieckmatrix hervorging, ist {\displaystyle C} klein und unter geeigneten Voraussetzungen auch {\displaystyle X}. Dann kann die Block-Dreieckform in der angegebenen Weise wiederhergestellt werden ([Stewart]).

### Kontinuierliche, optimale Steuerung
Bei einem linearen System von Differentialgleichungen {\displaystyle y'(t)=Ay(t)+Su(t)} für einen Zustand {\displaystyle y(t)\in \mathbb {R} ^{n}} mit konstanten Koeffizienten {\displaystyle A\in \mathbb {R} ^{n\times n}}, {\displaystyle S\in \mathbb {R} ^{n\times p}} soll diejenige optimale Steuerung {\displaystyle u(t)\in \mathbb {R} ^{p}} bestimmt werden, welche bei unendlichem Zeithorizont das Funktional
{\displaystyle \int _{0}^{\infty }{\big (}y(t)^{T}Qy(t)+u(t)^{T}Ru(t){\big )}dt}
minimiert. Darin ist {\displaystyle R\in \mathbb {R} ^{p\times p}} symmetrisch und positiv definit, {\displaystyle Q\in \mathbb {R} ^{n\times n}} symmetrisch und positiv semi-definit. Verwendet man eine Steuerung durch Rückkopplung {\displaystyle u(t)=-Ky(t)}, ist das Optimum bei unendlichem Zeithorizont gegeben durch {\displaystyle u(t)=-R^{-1}S^{T}Xy(t)}, wobei {\displaystyle X=X^{T}} die (maximale) symmetrische Lösung der Riccati-Gleichung
{\displaystyle Q+XA+A^{T}X-XSR^{-1}S^{T}X=0}
ist, für welche die Matrix {\displaystyle A-SK=A-SR^{-1}S^{T}X} asymptotisch stabil ist mit allen Eigenwerten in der linken komplexen Halbebene. Für mehr Hintergrund wird auf den Artikel LQ-Regler verwiesen. Diese Gleichung ist also ein Spezialfall der Gleichung aus der Einleitung mit {\displaystyle m=n}, {\displaystyle C=-Q}, {\displaystyle D=-A^{T}}, {\displaystyle B=-SR^{-1}S^{T}=B^{T}}. Die hierzu gehörige Blockmatrix
{\displaystyle L={\begin{pmatrix}A&-SR^{-1}S^{T}\\-Q&-A^{T}\end{pmatrix}}}
ist eine hamiltonsche Matrix, da {\displaystyle B} und {\displaystyle C} hier symmetrisch sind. Bei dieser Matrix {\displaystyle L} tritt mit jedem Eigenwert {\displaystyle \lambda } auch {\displaystyle -\lambda } als Eigenwert auf.

## Numerische Lösung von Riccati-Gleichungen

### Newton-Verfahren
Da die Matrix-Riccati-Gleichung eine algebraische Gleichung vom Grad 2 für die {\displaystyle m\cdot n} Unbekannten in der Matrix {\displaystyle X} ist, kann zur Lösung natürlich auch das Newton-Verfahren eingesetzt werden. Die Ableitung der Abbildung {\displaystyle X\mapsto XBX+XA-DX-C} an der Stelle {\displaystyle X\in \mathbb {R} ^{m\times n}} ist die lineare Abbildung
{\displaystyle H\mapsto H(A+BX)+(XB-D)H{\text{ für }}H\in \mathbb {R} ^{m\times n}.}
Mit einer aktuellen Näherung {\displaystyle X_{k}\in \mathbb {R} ^{m\times n}} bekommt man das Inkrement {\displaystyle H_{k}=X_{k+1}-X_{k}} zu einer verbesserten Näherung also aus dem linearen Gleichungssystem
{\displaystyle H_{k}(A+BX_{k})+(X_{k}B-D)H_{k}=C+DX_{k}-X_{k}A-X_{k}BX_{k},\quad k\geq 0,}
wo auf der rechten Seite, wie gewohnt, das negative Residuum der Riccati-Gleichung steht. Das Ganze stellt eine Sylvester-Gleichung dar, im zugehörigen Artikel werden numerische Methoden zu ihrer Auflösung behandelt. Diese lineare Gleichung ist eindeutig lösbar, wenn die beiden Matrizen {\displaystyle A+BX_{k}} und {\displaystyle D-X_{k}B} keine gemeinsamen Eigenwerte besitzen, z. B. wenn die Realteile aller Eigenwerte von {\displaystyle A+BX_{k}} oberhalb und die von {\displaystyle D-X_{k}B} unterhalb eines geeigneten Wertes (etwa null) liegen.

### Lösung mit der Signum-Iteration
Involutorische Matrizen {\displaystyle V\in \mathbb {R} ^{N\times N}} sind Lösungen der einfachen Riccati-Gleichung {\displaystyle V^{2}=I}. Auch die Newton-Iteration für diese spezielle Gleichung ist sehr einfach,
{\displaystyle V_{k+1}:={\frac {1}{2}}(V_{k}+V_{k}^{-1}),\ k=0,1,\ldots ,}
und man kann zeigen, dass diese Signum-Iteration immer und quadratisch konvergiert, sofern die Startmatrix {\displaystyle V_{0}:=M\in \mathbb {R} ^{N\times N}} keine rein imaginären Eigenwerte (einschließlich null) besitzt. Alle Matrizen {\displaystyle V_{k},\,k\geq 0,} kommutieren miteinander und besitzen daher die gleiche Jordan-Basis, und dies gilt auch für die Grenzwert-Matrix {\displaystyle S(M):=\lim _{k\to \infty }V_{k}}. Die zugehörigen Eigenwerte der {\displaystyle V_{k}} konvergieren gegen {\displaystyle 1} bzw. {\displaystyle -1}, wenn der Realteil im Eigenwert von {\displaystyle V_{0}=M} positiv bzw. negativ war. Daher besitzt {\displaystyle S(M)} nur die beiden Eigenwerte {\displaystyle \pm 1} und wird als Signum-Funktion von {\displaystyle M} bezeichnet, {\displaystyle S(M)} ist also eine Involution mit {\displaystyle S^{2}=I}. Da die Eigenwerte von {\displaystyle S(M)} bekannt sind, bekommt man Basen für die invarianten Unterräume zu {\displaystyle +1} bzw. {\displaystyle -1}, indem man Basen für die Kerne von {\displaystyle S(M)-I} bzw. {\displaystyle S(M)+I} bestimmt, etwa mit der QR-Zerlegung. Diese sind dann auch Basen für die invarianten Unterräume der Ausgangsmatrix {\displaystyle M} zu den Eigenwerten mit positivem bzw. negativem Realteil.
Diesen Hintergrund kann man mit {\displaystyle N=m+n} zur Lösung der ursprünglichen Riccati-Gleichung verwenden, wenn aufgrund der Struktur von {\displaystyle M} bzw. {\displaystyle H} die Zahl der Eigenwerte mit positivem und negativem Realteil klar ist. Das gilt für die Quadratwurzel und das Steuerungsproblem.
Für die Quadratwurzel verschwinden die Hauptdiagonalblöcke von {\displaystyle M} und auch bei den {\displaystyle V_{k}} ist das so, sei also
{\displaystyle M={\begin{pmatrix}0&I\\C&0\end{pmatrix}}=V_{0},\quad V_{k}={\begin{pmatrix}0&R_{k}\\P_{k}&0\end{pmatrix}},\,k\geq 0,}
mit {\displaystyle N=2n}. Die Iteration für die {\displaystyle V_{k}} lautet dann für die Einzelblöcke
{\displaystyle P_{k+1}={\frac {1}{2}}(P_{k}+R_{k}^{-1}),\quad R_{k+1}:={\frac {1}{2}}(R_{k}+P_{k}^{-1}),\ k=0,1,\ldots .}
Falls {\displaystyle C} keine reellen und nicht-positiven Eigenwerte besitzt, konvergiert die Iteration gegen die eindeutige Wurzel {\displaystyle \lim _{k\to \infty }P_{k}=C^{1/2}}, deren Eigenwert-Realteile positiv sind.
Bei der allgemeinen Gleichung ist die Signum-Funktion mit {\displaystyle N=m+n} einsetzbar, wenn die Riccati-Gleichung eine Lösung {\displaystyle X} besitzt, für die {\displaystyle A+BX} und {\displaystyle XB-D} asymptotisch stabil sind, also beide nur Eigenwerte mit negativem Realteil besitzen. Unter dieser Voraussetzung ist {\displaystyle S(A+BX)=-I_{n}} und {\displaystyle S(D-XB)=+I_{m}} und für die Blockmatrix {\displaystyle M} folgt, dass
{\displaystyle S(M){\begin{pmatrix}I_{n}&0\\X&I_{m}\end{pmatrix}}={\begin{pmatrix}I_{n}&0\\X&I_{m}\end{pmatrix}}{\begin{pmatrix}-I_{n}&G\\0&I_{m}\end{pmatrix}}}
ist mit einer geeigneten Matrix {\displaystyle G}. Die ersten {\displaystyle n} Spalten dieser Gleichung zeigen mit
{\displaystyle {\big (}S(M)+I_{N}{\big )}{\begin{pmatrix}I_{n}\\X\end{pmatrix}}=0,}
dass die Matrix {\displaystyle {\begin{pmatrix}I_{n}\\X\end{pmatrix}}} eine spezielle Basis des Kerns von {\displaystyle S(M)+I_{N}} ist.
Zur Lösung der Riccati-Gleichung sind also mit der Startmatrix {\displaystyle V_{0}:=M}, bzw. {\displaystyle V_{0}:=L} bei der optimalen Steuerung, die Matrizen {\displaystyle V_{k}} und ihr Grenzwert {\displaystyle S(M)} zu berechnen.
Danach bekommt man {\displaystyle X} bei Aufteilung von {\displaystyle S(M)+I_{N}} in Blöcke aus dem folgenden Gleichungssystem
{\displaystyle {\begin{pmatrix}G_{12}\\G_{22}\end{pmatrix}}X=-{\begin{pmatrix}G_{11}\\G_{21}\end{pmatrix}}{\text{ mit }}S(M)+I_{N}={\begin{pmatrix}G_{11}&G_{12}\\G_{21}&G_{22}\end{pmatrix}}.}
Hier sind {\displaystyle G_{11}\in \mathbb {R} ^{n\times n}}, {\displaystyle G_{12},G_{21}^{T}\in \mathbb {R} ^{n\times m}}, {\displaystyle G_{22}\in \mathbb {R} ^{m\times m}}.

## Beispiel
Bei der Anwendung zur optimalen Steuerung sei mit {\displaystyle n=2} und {\displaystyle p=1},
{\displaystyle A={\begin{pmatrix}-{\frac {2}{3}}&-2\\-1&-{\frac {8}{3}}\end{pmatrix}},\ S={\begin{pmatrix}1\\{\frac {1}{2}}\end{pmatrix}},\ Q={\begin{pmatrix}1&{\frac {5}{3}}\\{\frac {5}{3}}&{\frac {20}{3}}\end{pmatrix}},}
sowie {\displaystyle R=1\in \mathbb {R} ^{1\times 1}}.
Von den Eigenwerten {\displaystyle -{\frac {5}{3}}\pm {\sqrt {3}}} der Matrix {\displaystyle A} ist einer positiv, das ungeregelte System mit {\displaystyle u\equiv 0} ist also instabil.
Als Blockmatrix {\displaystyle M} tritt hier die speziellere Form
{\displaystyle L={\begin{pmatrix}-{\frac {2}{3}}&-2&-1&-{\frac {1}{2}}\\-1&-{\frac {8}{3}}&-{\frac {1}{2}}&-{\frac {1}{4}}\\-1&-{\frac {5}{3}}&{\frac {2}{3}}&1\\-{\frac {5}{3}}&-{\frac {20}{3}}&2&{\frac {8}{3}}\end{pmatrix}}}
auf, sie besitzt die 4 Eigenwerte {\displaystyle \pm {\frac {13}{6}}\pm {\frac {1}{2}}{\sqrt {13}}}, von denen, wie erwähnt, tatsächlich 2 positiv und 2 negativ sind.
In diesem Beispiel lässt sich die Signum-Funktion von {\displaystyle L} noch über deren Jordan-Normalform berechnen, das Ergebnis ist
{\displaystyle S(L)={\begin{pmatrix}{\frac {25}{338}}&-{\frac {135}{169}}&-{\frac {114}{169}}&{\frac {21}{338}}\\-{\frac {75}{338}}&-{\frac {115}{169}}&{\frac {21}{338}}&-{\frac {87}{676}}\\-{\frac {789}{676}}&{\frac {163}{338}}&-{\frac {25}{338}}&{\frac {75}{338}}\\{\frac {163}{338}}&-{\frac {433}{169}}&{\frac {135}{169}}&{\frac {115}{169}}\end{pmatrix}}.}
Tatsächlich kann man direkt verifizieren, dass {\displaystyle S(L)} involutorisch ist, {\displaystyle S(L)^{2}=I}, und mit {\displaystyle L} kommutiert, {\displaystyle L\,S(L)-S(L)\,L=0}.
Eine Basismatrix {\displaystyle Y} des Kerns von {\displaystyle S(L)+I_{4}}, also mit {\displaystyle (S(L)+I_{4})Y=0} ist gegeben durch
{\displaystyle Y={\begin{pmatrix}1&0\\{\frac {3}{2}}&1\\0&-1\\2&2\end{pmatrix}}=\left({\begin{array}{cc}1&0\\0&1\\\hline {\frac {3}{2}}&-1\\-1&2\end{array}}\right){\begin{pmatrix}1&0\\{\frac {3}{2}}&1\end{pmatrix}}={\begin{pmatrix}I_{2}\\X\end{pmatrix}}{\begin{pmatrix}1&0\\{\frac {3}{2}}&1\end{pmatrix}}.}
Durch spaltenweise Elimination in den ersten beiden Zeilen von {\displaystyle Y} wurde dort eine Einheitsmatrix erzeugt und man kann daher im unteren Block die Lösung {\displaystyle X} der Riccati-Gleichung ablesen mit
{\displaystyle X={\begin{pmatrix}{\frac {3}{2}}&-1\\-1&2\end{pmatrix}},{\mbox{ und es gilt }}A+BX=A-SR^{-1}S^{T}X={\begin{pmatrix}-{\frac {5}{3}}&-2\\-{\frac {3}{2}}&-{\frac {8}{3}}\end{pmatrix}}.}
Die gesteuerte Systemmatrix {\displaystyle A+BX} hat jetzt also 2 negative Eigenwerte und das System ist daher asymptotisch stabil.
Die Berechnung der Jordan-Normalform umgeht man mit der in Abschnitt 2.2 beschriebenen Signum-Iteration.
Die Konvergenz {\displaystyle V_{k}\to S(L),\,k\geq 0,} ist quadratisch, man kann dies direkt an den Eigenwerten der Matrizen {\displaystyle V_{k}} ablesen. Diese lauten:
{\displaystyle {\begin{array}{c|cc}k=&{\text{Eigenwerte }}V_{k}\\\hline 0&\pm 0.363891029&\pm 3.969442305\\1&\pm 1.555983235&\pm 2.110683431\\2&\pm 1.099331841&\pm 1.292231811\\3&\pm 1.004487641&\pm 1.033043387\\4&\pm 1.000010024&\pm 1.000528470\\5&\pm 1.000000000&\pm 1.000000140\\6&\pm 1.000000000&\pm 1.000000000\end{array}}}
Tatsächlich ist {\displaystyle \|V_{6}^{2}-I_{4}\|\approx 10^{-14}}.
Setzt man zur Berechnung der Lösung {\displaystyle X} an Stelle von {\displaystyle S(L)} die Näherung {\displaystyle V_{6}} ein und teilt {\displaystyle V_{6}+I_{4}} auf wie beschrieben,
{\displaystyle V_{6}+I_{N}={\begin{pmatrix}G_{11}&G_{12}\\G_{21}&G_{22}\end{pmatrix}}}
bekommt man mit Hilfe der reduzierten QR-Zerlegung
{\displaystyle {\begin{pmatrix}G_{12}\\G_{22}\end{pmatrix}}={\hat {Q}}\cdot {\hat {R}}\approx {\begin{pmatrix}-0.48245&0.43832\\0.04444&-0.13345\\0.66238&-0.36922\\0.57138&0.80854\end{pmatrix}}{\begin{pmatrix}1.39805&1.07147\\0&1.32121\end{pmatrix}}}
(Angabe aus Platzgründen mit geringer Genauigkeit) die Näherungslösung
{\displaystyle {\tilde {X}}=-{\hat {R}}^{-1}{\hat {Q}}^{T}{\begin{pmatrix}G_{11}\\G_{21}\end{pmatrix}}={\begin{pmatrix}1.499999999&-0.9999999997\\-1.000000000&2.000000001\end{pmatrix}}.}
Diese Näherung ist offensichtlich auf ca. 9 Stellen genau.